# Krunoslav Simon
Krunoslav Simon (Zagreb, 24 de junho de 1985) é um basquetebolista profissional croata, atualmente joga no Anadolu Efes da Turquia.